# グリエルモ2世
グリエルモ2世（Guglielmo II il Buono, 1153年? - 1189年11月18日）はシチリア王国ノルマン朝の第3代国王（在位：1166年 - 1189年）。第2代国王グリエルモ1世の息子。ギヨーム2世（フランス語：Guillaume II）、ウィレルムス2世（ラテン語風）とも呼ばれる。

## 概要
1166年に即位する。治世初期は若年のために母后マルゲリータ・ディ・ナヴァッラが摂政となって政治を取り仕切ったが、政治はうまく機能せずに内紛が絶えず起こり、その治世は不安定なものであったらしい。
だが、この経験がかえって彼を刺激したのか、親政を開始したグリエルモ2世は宗教に対して寛容策をとり、さらには東ローマ帝国にも侵攻して勢力を拡大し、アイユーブ朝のサラディンがエルサレム奪回に侵攻してきたときは、自身の軍勢を十字軍として派遣しているなど、治世の多くに成功を収めている。また、グリエルモ2世は数か国語に通じた教養豊かな名君で、ノルマンや東ローマ帝国の文化を融合したモンレアーレ大聖堂を建設するなど、文化面においても大きな成功を収めた。
しかしグリエルモ2世はイングランド王リチャード1世の妹ジョーンを妻として迎えたにもかかわらず、男児ができずして1189年に病死した。王位継承者は叔母のコスタンツァになっていたが、夫のハインリヒ6世の支配を嫌ったシチリア国民は従兄のタンクレーディを擁立した。